# Ben 10/Generator Rex: Ajutoare neașteptate
Ben 10/Generator Rex: Ajutoare neașteptate este o încrucișare specială între Ben 10: Ultimate Alien și Generator Rex. Având forma unui episod extins din Generator Rex, încrucișarea a fost scrisă de Man of Action, creatorii la amândouă seriale. Ajutoare neașteptate a fost difuzat pe 25 noiembrie, 2011 pe Cartoon Network, durând o oră. Ca invitați speciali Yuri Lowenthal îl joacă pe Ben Tennyson și Michael Emerson îl joacă pe personajul principal negativ, Alpha Nanite.
Ca un eveniment special, a avut premiera la New York Comic Con 2011. Ajutoare neașteptate a fost aclamat universal de fani ale amândouă seriale, și a lovit topul 100 pe iTunes.
Specialul este a doua încrucișare Cartoon Network după cea din 2007: Negrele aventuri ale lui KND.
Premiera în România a fost pe 10 noiembrie, 2012 pe Cartoon Network.

## Producție
Ajutoare neașteptate este al treilea episod de jumătate de oră și al patrulea episod al celui de-al treilea sezon Generator Rex. De vreme ce este fixat în universul fictiv al lui Generator Rex și îl are pe Ben intrând din propria lume, Ben, diverșii săi extractereștrii și alte personaje din Ben 10: Ultimate Alien apar în stilul de animație al lui Generator Rex. Alte personaje principale din Ultimate Alien cum ar fi Gwen Tennyson și Kevin Levin nu fac o apariție mare psihicală (dar sunt desenați în stilul lui Generator Rex), doar să fie văzuți într-un flashback care îl arată pe personajul recurent Bunicul Max.

## Vocile
- Dee Bradley Baker - Humungousaur, Cap de diamant, Lodestar, Big Chill, Patru brațe, Upchuck, Shocksquatch, și voci adiționale
- Grey DeLisle - Dr. Rebecca Holiday, Diane Farah, și voci adiționale
- John DiMaggio - Bobo Haha, Agentul providenței, Rath, și voci adiționale
- Michael Emerson - Nanite Alpha
- Jennifer Hale - Cavalerul negru, Diane Farah
- Wally Kurth - Agent Șase
- Yuri Lowenthal - Ben Tennyson, Upgrade, și voci adiționale
- Freddy Rodriguez - Caesar Salazar
- Daryl Sabara - Rex Salazar
- J.K. Simmons - Cavalerul Alb

## Legături externe
- Articolul Wikipedia în limba engleză